# Альберсвайлер

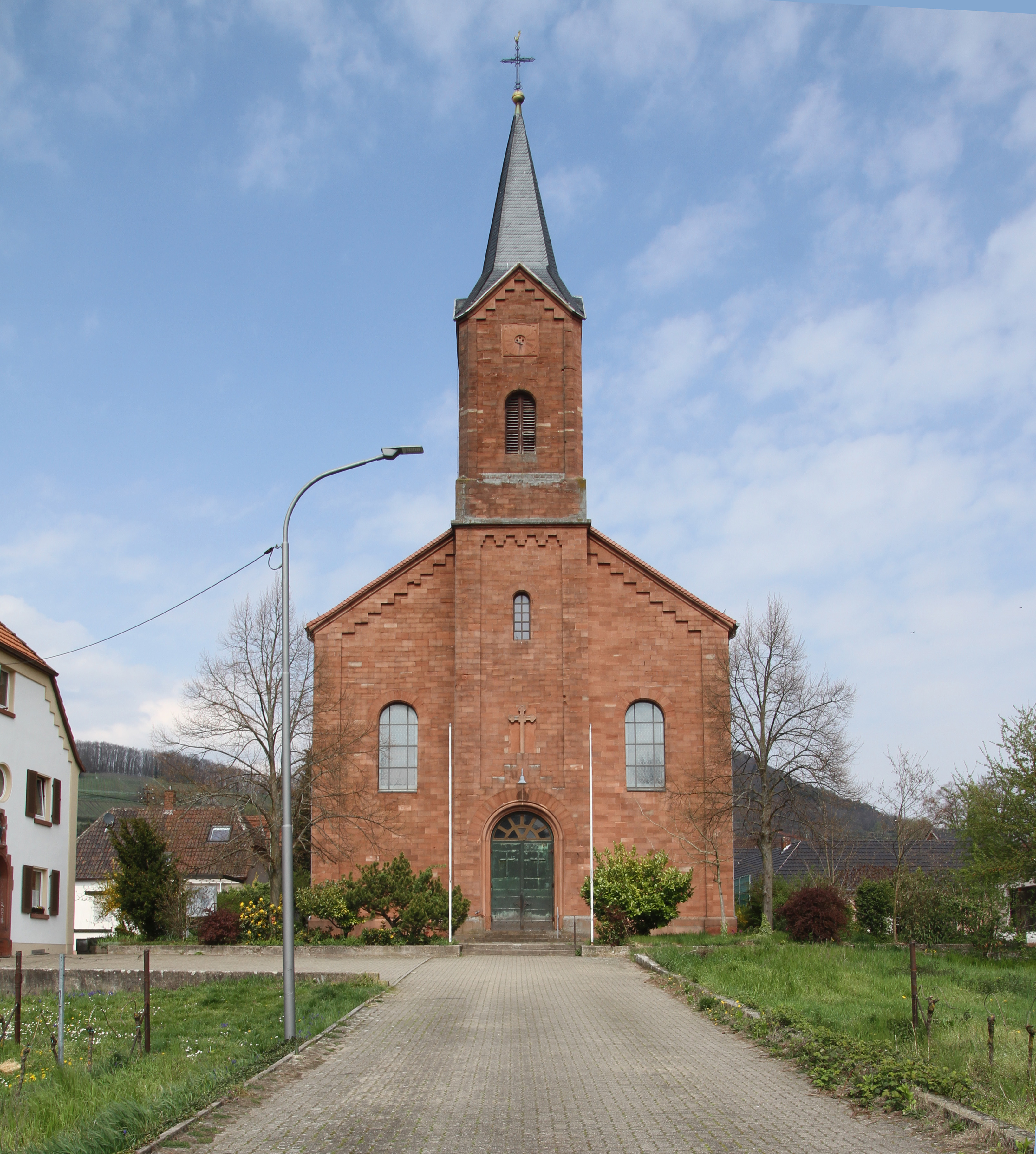

Альберсвайлер (нем. Albersweiler) — коммуна в Германии, в земле Рейнланд-Пфальц. 
Входит в состав района Южный Вайнштрассе. Подчиняется управлению Аннвайлер ам Трифельс.  Население составляет 1928 человек (на 31 декабря 2010 года). Занимает площадь 10,85 км².